# Айх, Вальтер
Ва́льтер Айх (нем. Walter Eich; 27 мая 1925, Цюрих — 1 июня 2018, Берн) — швейцарский футболист и футбольный тренер, играл на позиции вратаря. Участник чемпионата мира 1954 года.

## Биография

### Клубная карьера
Айх начал карьеру в «Винтертуре», в котором играл в течение двух сезонов.
В 1947 году Айх стал игроком клуба «Янг Бойз», в котором прошла его основная карьера и он играл за эту команду в течение 13 сезонов. В составе «жёлто-чёрных» он четыре раза становился чемпионом Швейцарии и два раза выиграл Кубок Швейцарии. В этом же клубе он завершил карьеру в возрасте 35 лет.

### Карьера в сборной
В составе сборной Швейцарии принимал участие на чемпионате мира 1954 года, но на турнире был запасным и не сыграл ни в одном матче. Всего за сборную Швейцарии сыграл 5 матчей.

### Карьера тренера
Работал главным тренером клуба «Янг Бойз» (1970—1972, 1983—1984), но также Айх входил в тренерский штаб команды и работал в совете директоров «Янг Бойз».

### Смерть
Скончался 1 июня 2018 года в Берне спустя четыре дня после своего 93-летия.

## Достижения
«Янг Бойз»
- Чемпион Швейцарии (4): 1956/57, 1957/58, 1958/59, 1959/60
- Обладатель Кубка Швейцарии (2): 1952/53, 1957/58